# Isabel de Borbón, duquesa de Borgoña

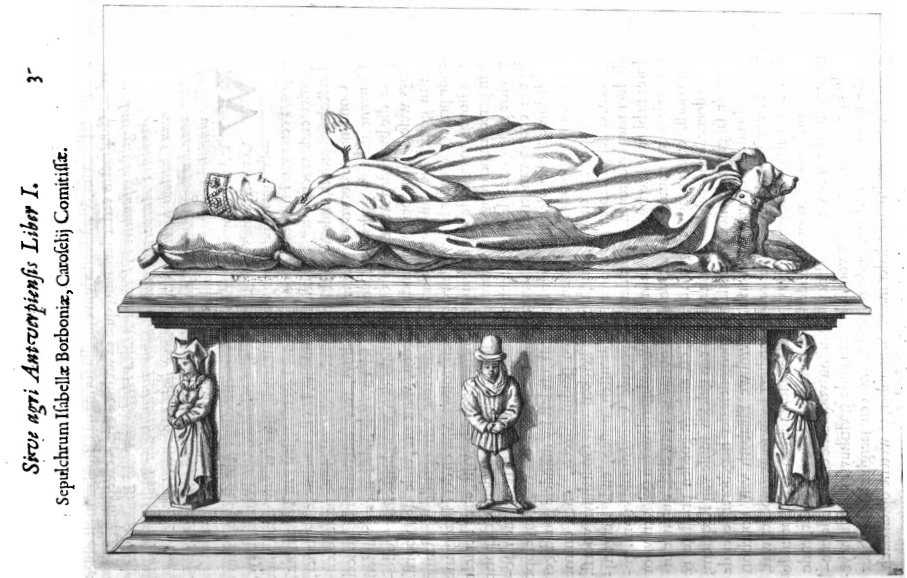
Monumento fúnebre de Isabel de Borbón en la Abadía de San Miguel, Amberes, dibujo del.

Isabel de Borbón, duquesa de Borgoña (1436-Amberes, Bélgica, 25 de septiembre de 1465), era hija del duque de Borbón y de Inés de Borgoña (1407-1476), y esposa de Carlos el Temerario (1433-1477).

## Matrimonio e hija
El 30 de octubre de 1454 se casa con su primo Carlos el Temerario en Lille, hijo del duque Felipe el Bueno y su tercera esposa, la infanta Isabel de Portugal. Esta unión no era deseada por Carlos, quien quería desposar a Margarita de York. Su padre le recuerda entonces los términos del tratado de Arras, que lo obligan a desposar una princesa emparentada a la familia real francesa. Ella le trajo el señorío de Château-Chinon como dote. De este matrimonio nació su única hija legítima, Maria.
Esta unión fue una unión feliz porque Isabelle de Bourbon era una mujer muy bonita y su marido se enamoró de ella y le fue fiel, actitud rara en ese momento y que contrasta con las aventuras de su padre Felipe el Bueno.
- María de Borgoña (1457-1482), quien se casará con Maximiliano de Habsburgo, futuro emperador del Sacro Imperio Romano Germánico, siendo los abuelos del emperador Carlos V.

### Fallecimiento
Muere de tuberculosis en Amberes a la edad de 29 años. Su tumba es un rectángulo de mármol negro, con su figura en bronce en la parte superior, recostada con su larga cabellera. Alrededor de la tumba, acompañaban 24 figuras también de bronce, llamados Les Pleurens. Solo 10 de ellas, han sido recuperadas y se encuentran en el museo Rijksmuseum, de Ámsterdam. 

## Antepasados
|  |                                                       |  |  |  |  |  |  |  |  |  |  |  |  |  |  |  |
|  | 8. Duque Luis II de Borbón                            |  |  |  |  |  |  |  |  |  |  |  |  |  |  |  |
|  |                                                       |  |  |  |  |  |  |  |  |  |  |  |  |  |  |  |
|  |                                                       |  |  |  |  |  |  |  |  |  |  |  |  |  |  |  |
|  | 4. Duque Juan I de Borbón                             |  |  |  |  |  |  |  |  |  |  |  |  |  |  |  |
|  |                                                       |  |  |  |  |  |  |  |  |  |  |  |  |  |  |  |
|  |                                                       |  |  |  |  |  |  |  |  |  |  |  |  |  |  |  |
|  | 9. Princesa Ana de Auvernia                           |  |  |  |  |  |  |  |  |  |  |  |  |  |  |  |
|  |                                                       |  |  |  |  |  |  |  |  |  |  |  |  |  |  |  |
|  |                                                       |  |  |  |  |  |  |  |  |  |  |  |  |  |  |  |
|  | 2. Duque Carlos I de Borbón                           |  |  |  |  |  |  |  |  |  |  |  |  |  |  |  |
|  |                                                       |  |  |  |  |  |  |  |  |  |  |  |  |  |  |  |
|  |                                                       |  |  |  |  |  |  |  |  |  |  |  |  |  |  |  |
|  | 10. Duque Juan I de Berry                             |  |  |  |  |  |  |  |  |  |  |  |  |  |  |  |
|  |                                                       |  |  |  |  |  |  |  |  |  |  |  |  |  |  |  |
|  |                                                       |  |  |  |  |  |  |  |  |  |  |  |  |  |  |  |
|  | 5. Duquesa María de Auvernia y condesa de Montpensier |  |  |  |  |  |  |  |  |  |  |  |  |  |  |  |
|  |                                                       |  |  |  |  |  |  |  |  |  |  |  |  |  |  |  |
|  |                                                       |  |  |  |  |  |  |  |  |  |  |  |  |  |  |  |
|  | 11. Princesa Joanna de Armagnac                       |  |  |  |  |  |  |  |  |  |  |  |  |  |  |  |
|  |                                                       |  |  |  |  |  |  |  |  |  |  |  |  |  |  |  |
|  |                                                       |  |  |  |  |  |  |  |  |  |  |  |  |  |  |  |
|  | 1.Isabel de Bórbon                                    |  |  |  |  |  |  |  |  |  |  |  |  |  |  |  |
|  |                                                       |  |  |  |  |  |  |  |  |  |  |  |  |  |  |  |
|  |                                                       |  |  |  |  |  |  |  |  |  |  |  |  |  |  |  |
|  | 12. Duque Felipe II el Atrevido                       |  |  |  |  |  |  |  |  |  |  |  |  |  |  |  |
|  |                                                       |  |  |  |  |  |  |  |  |  |  |  |  |  |  |  |
|  |                                                       |  |  |  |  |  |  |  |  |  |  |  |  |  |  |  |
|  | 6. Duque Juan II de Borgoña Sin Miedo                 |  |  |  |  |  |  |  |  |  |  |  |  |  |  |  |
|  |                                                       |  |  |  |  |  |  |  |  |  |  |  |  |  |  |  |
|  |                                                       |  |  |  |  |  |  |  |  |  |  |  |  |  |  |  |
|  | 13. Condesa Margarita III de Flandes                  |  |  |  |  |  |  |  |  |  |  |  |  |  |  |  |
|  |                                                       |  |  |  |  |  |  |  |  |  |  |  |  |  |  |  |
|  |                                                       |  |  |  |  |  |  |  |  |  |  |  |  |  |  |  |
|  | 3. Duquesa Agnes de Borgoña                           |  |  |  |  |  |  |  |  |  |  |  |  |  |  |  |
|  |                                                       |  |  |  |  |  |  |  |  |  |  |  |  |  |  |  |
|  |                                                       |  |  |  |  |  |  |  |  |  |  |  |  |  |  |  |
|  | 14. Duque Albrecht I de Baviera                       |  |  |  |  |  |  |  |  |  |  |  |  |  |  |  |
|  |                                                       |  |  |  |  |  |  |  |  |  |  |  |  |  |  |  |
|  |                                                       |  |  |  |  |  |  |  |  |  |  |  |  |  |  |  |
|  | 7. Duquesa Margarita de Baviera                       |  |  |  |  |  |  |  |  |  |  |  |  |  |  |  |
|  |                                                       |  |  |  |  |  |  |  |  |  |  |  |  |  |  |  |
|  |                                                       |  |  |  |  |  |  |  |  |  |  |  |  |  |  |  |
|  | 15. Princesa Margarita de Brieg                       |  |  |  |  |  |  |  |  |  |  |  |  |  |  |  |
|  |                                                       |  |  |  |  |  |  |  |  |  |  |  |  |  |  |  |
|  |                                                       |  |  |  |  |  |  |  |  |  |  |  |  |  |  |  |